# CityCenter
Le City Center (ou CityCenter) est un complexe concernant diverses activités d’une superficie d’environ 44,5ha (fini en 2009) proposé par la société MGM Mirage sur le Las Vegas Strip à Las Vegas (Nevada). Il occupe l’emplacement rendu libre par la destruction du Boardwalk Hotel and Casino avec, en plus, la partie située entre le Bellagio, Cosmopolitan, le Monte Carlo, l’Interstate 15 et le Las Vegas Boulevard. Il est relié à ces complexes par un système de transport léger. Le quatrième complexe dans le voisinage est une pharmacie CVS située entre le City Center et le Monte Carlo.

## Conception générale
À la différence d’autres établissements à thème sur le Las Vegas Strip, le City Center comprend de nombreux building de grande hauteur d’architecture contemporaine. La conception générale est due à Ehrenkrantz Eckstut and Kuhn Architects. Il est prévu environ 2 650 copropriétés et 4 540 chambres d’hôtel avec des hôtels-boutiques, soit dans des tours, soit dans des immeubles de moyenne hauteur situés sur une zone commerciale (5ha) et de loisirs (spa, théâtre et autres lieux de distraction).
Le complexe emploie des technologies écologiques afin d'en faire l'un des plus grands complexes au monde respectant le développement durable : terrasses-jardins, eau recyclée, centrale d’énergie locale. MGM Mirage recherche une certification provisoire LEED du U.S. Green Building Council pour le projet. MGM Mirage a passé un contrat de cent millions de dollars avec Siemens pour la conception et la construction d’une centrale d’énergie sécurisée de 9 MW.
D’un coût total prévisionnel de 7,4 milliards de dollars (4 milliards à l’origine), le Project CityCenter s’annonce comme le plus grand investissement privé aux États-Unis. Avec 12 000 emplois annoncés, le City Center est terminé pour la fin 2009 avec, pour l’inauguration, un nouveau show du Cirque du Soleil, nommé Elvis, dans une salle de 1 800 places.

## Construction
La Perini Building Company est le maître d’œuvre principal sur le projet. Gensler est le cabinet d’architectes qui le supervise.
Le projet comprend trois sous-ensembles : le premier avec le CityCenter Casino & Resort avec ses services administratifs, le second Vdara et le troisième le Mandarin, Veer, Crystals and Harmon.
Le dernier bâtiment qui restait sur le site, le Boardwalk Casino's a été détruit le 9 mai 2006. La phase de conception terminée, la construction a commencé en juin 2006. La plupart des travaux de déblaiement étaient achevés en septembre 2006, le restant en février 2007. La construction proprement dite a commencé véritablement le 26 juin 2006 par la pose de la première pierre. Les travaux préparatoires ont concerné les ervices et les infrastructures.

### Accidents
Trois accidents mortels, causant quatre décès, sont à déplorer pendant les travaux :
- Le 6 février 2007, un coffrage de 1 361 kg (3 000 livres) est tombé d’une grue sur quatre ouvriers, en tuant deux.
- Le 10 août 2007, un ouvrier a été déchiqueté par le contrepoids d’un ascenseur alors qu’il était en train de le lubrifier.
- Le 5 octobre 2007, un ouvrier fit une chute mortelle pendant qu’il travaillait sur une des tours principales[2].

## Les éléments du complexe

### Aria Resort & Casino
Conçue par Cesar Pelli and Associates, la tour hôtel, le casino et le centre de convention sont les éléments principaux du City Center. Sur une surface totale de 96 ha, l’ensemble comprend un hôtel de 4 000 chambres sur 40 ha, un casino sur 1,5 ha un centre de convention, des bureaux, deux parkings de 5 ha (un de treize niveaux et l’autre, souterrain, sous le casino)

### Vdara Condo Hotel
Le Vdara Condo Hotel de Rafael Viñoly est la seule résidence hôtelière du complexe. Elle est située entre deux casinos, le Bellagio et le centre de jeux du City Center. La tour de 59 étages du Vdara abrite 1 543 chambres.

### Harmon Hotel
Le cabinet d’architectes du Harmon Hotel est Lord Norman Foster & Partners et son maître d’œuvre Andrew Sasson’s The Light Group. Il a une forme elliptique et a des parois réfléchissantes. La piscine se trouve à 30 m au-dessus du Strip. La tour aura 400 chambres d’hôtel et environ 209 appartements de 120 à 270 m2. Le Harmon Hotel & Residences se trouve au nord, à l’intersection du Las Vegas Boulevard et l’Harmon Avenue.

### Mandarin Oriental Hotel
Le cabinet d’architectes du Mandarin Oriental Hotel est KPF Architects. Il comprend aussi des appartements conçus par Kay Lang & Associates et Paige & Steele Interior Architects. La décoration des espaces habitables s’inspire de l’Orient. L’ensemble comprend 227 appartements situés aux étages supérieurs de l’hôtel de 400 chambres avec hall privé et salon de réception. Sont associés deux  parking, un de 8 niveaux situé au sud du Mandarin Oriental Hotel et l’autre, souterrain, sous un centre commercial. Les appartements du Mandarin Oriental ont été mis en vente en février 2007. Plus de 90 % d’entre eux ont été vendus en moins de quinze jours pour un montant de 600 M$.

### Veer Towers
Les deux tours Veer se font face et seront situées sur le côté du Crystals mall qui traverse le Mandarin Oriental. L’architecte des Veer Towers est Helmut Jahn dont le cabinet se trouve à Chicago. Les 37 étages de chacune des tours abritent environ 337 appartements de 70 à 150 m2. Au dernier étage sont aménagés une piscine un centre de fitness, un spa et une aire de jeux extérieure. Les halls et les espaces publics où sont présentées des expositions à la lumière naturelle, ont été conçus par le designer Francisco Gonzalez-Pulido. L’équipe de Dianna Wong Architecture & Interior Design a conçu les appartements.

### Crystals, Retail et Entertainment District
Conçue par le Studio Daniel Libeskind et l’architecte d’intérieur Rockwell Group, la zone de commerces comprend des commerçants, des boutiques de mode, des restaurants haut de gamme, des galeries d’art, quelques bureaux et des services. Pour l’architecture d’intérieur, le Rockwell Group va créer un environnement expérimental en complément de ce que l’on pourra trouver par ailleurs dans la City. La juxtaposition de commerces, restaurants et lieux de spectacle est au centre de ce projet.

## Galerie

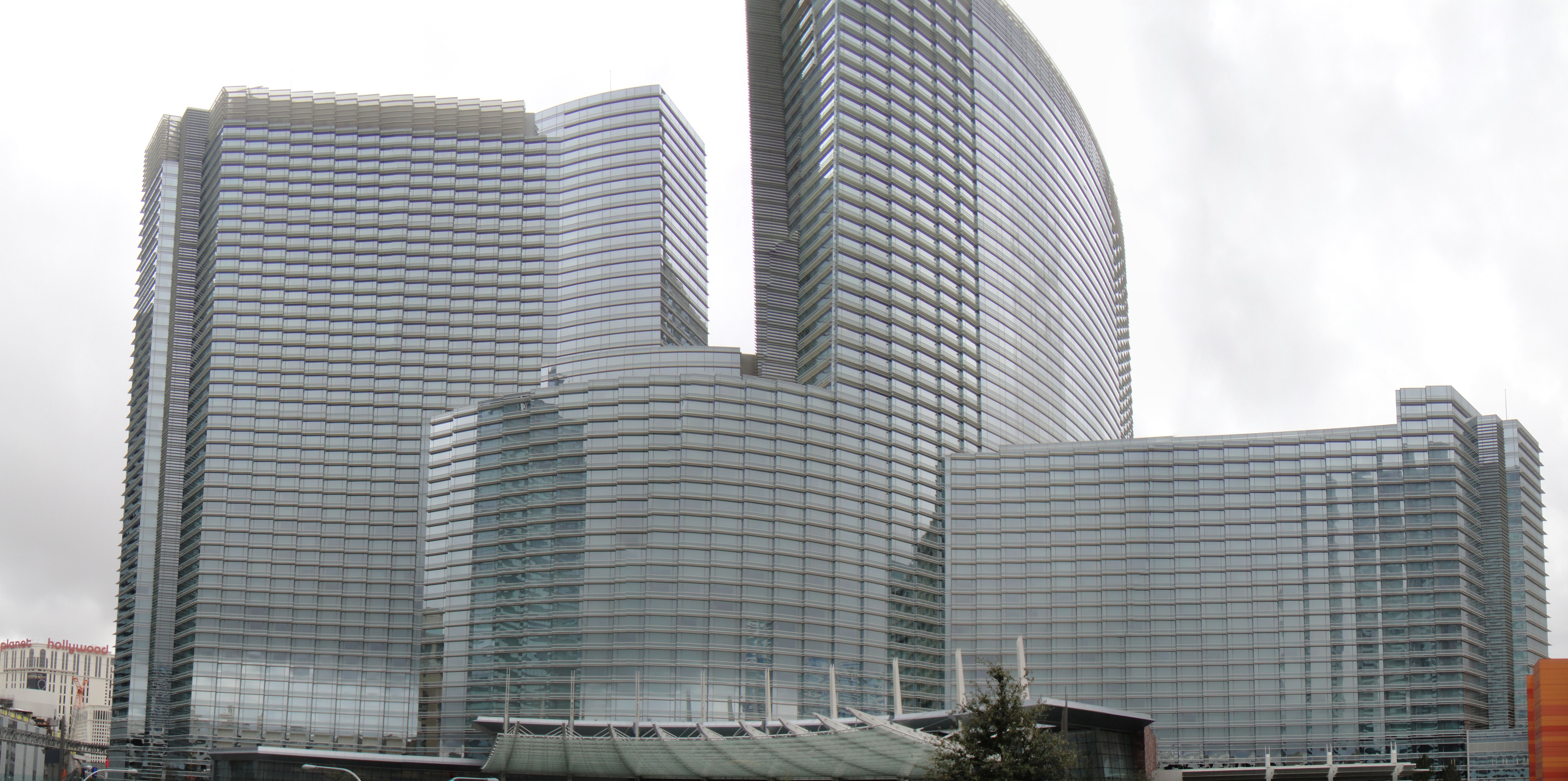
Aria Resort & Casino
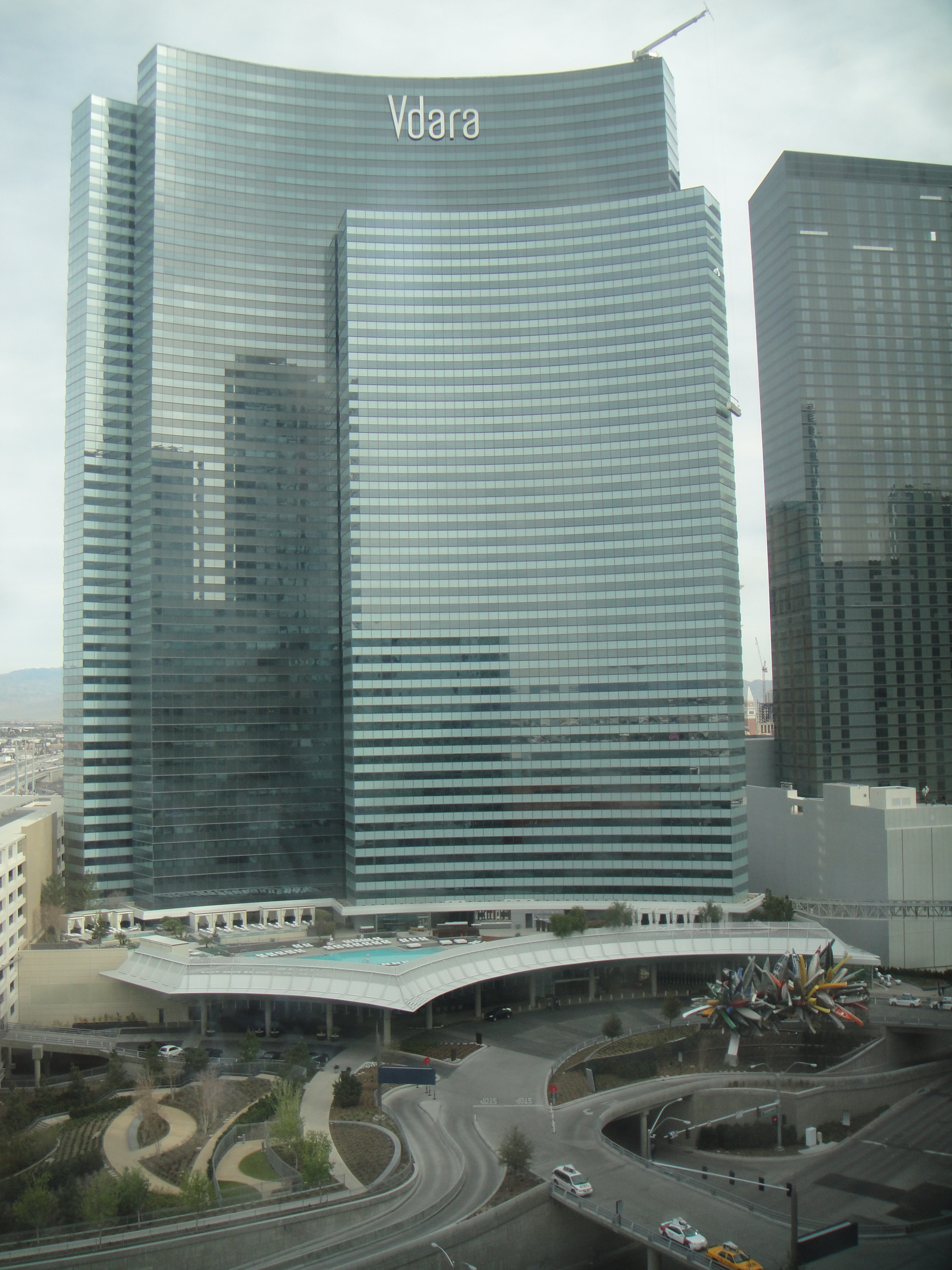
Vdara
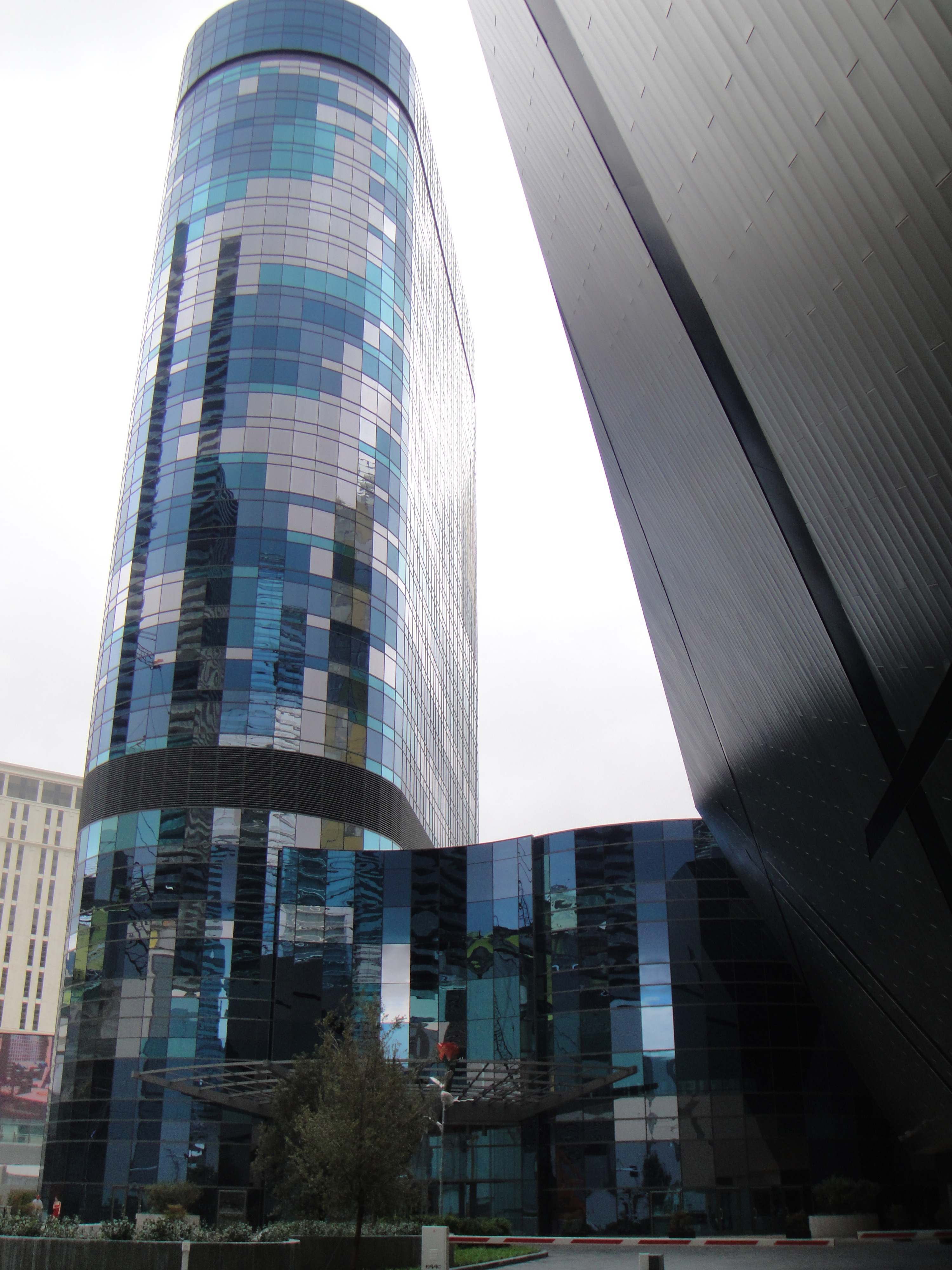
The Harmon Hotel and Spa
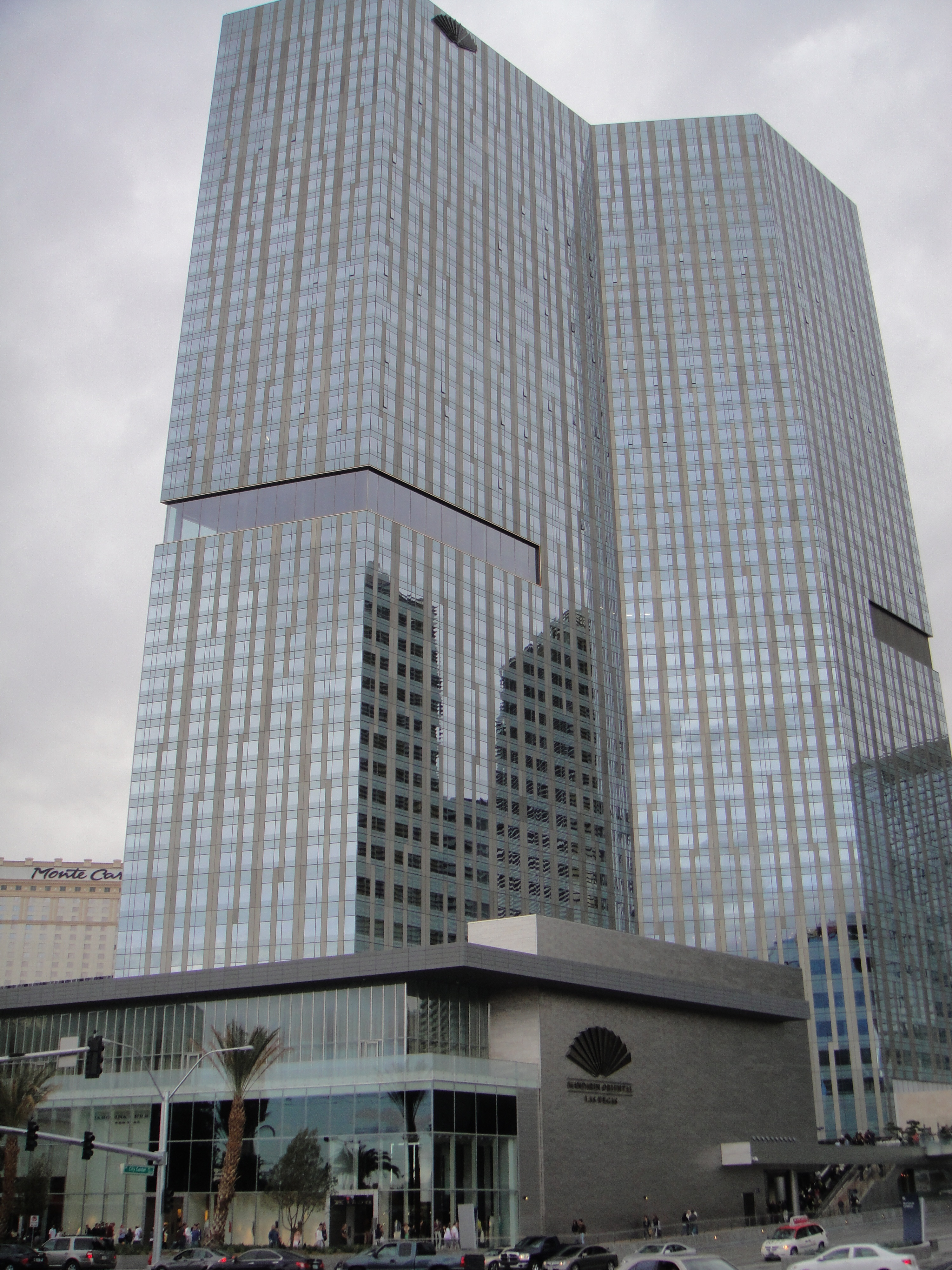
Mandarin Oriental
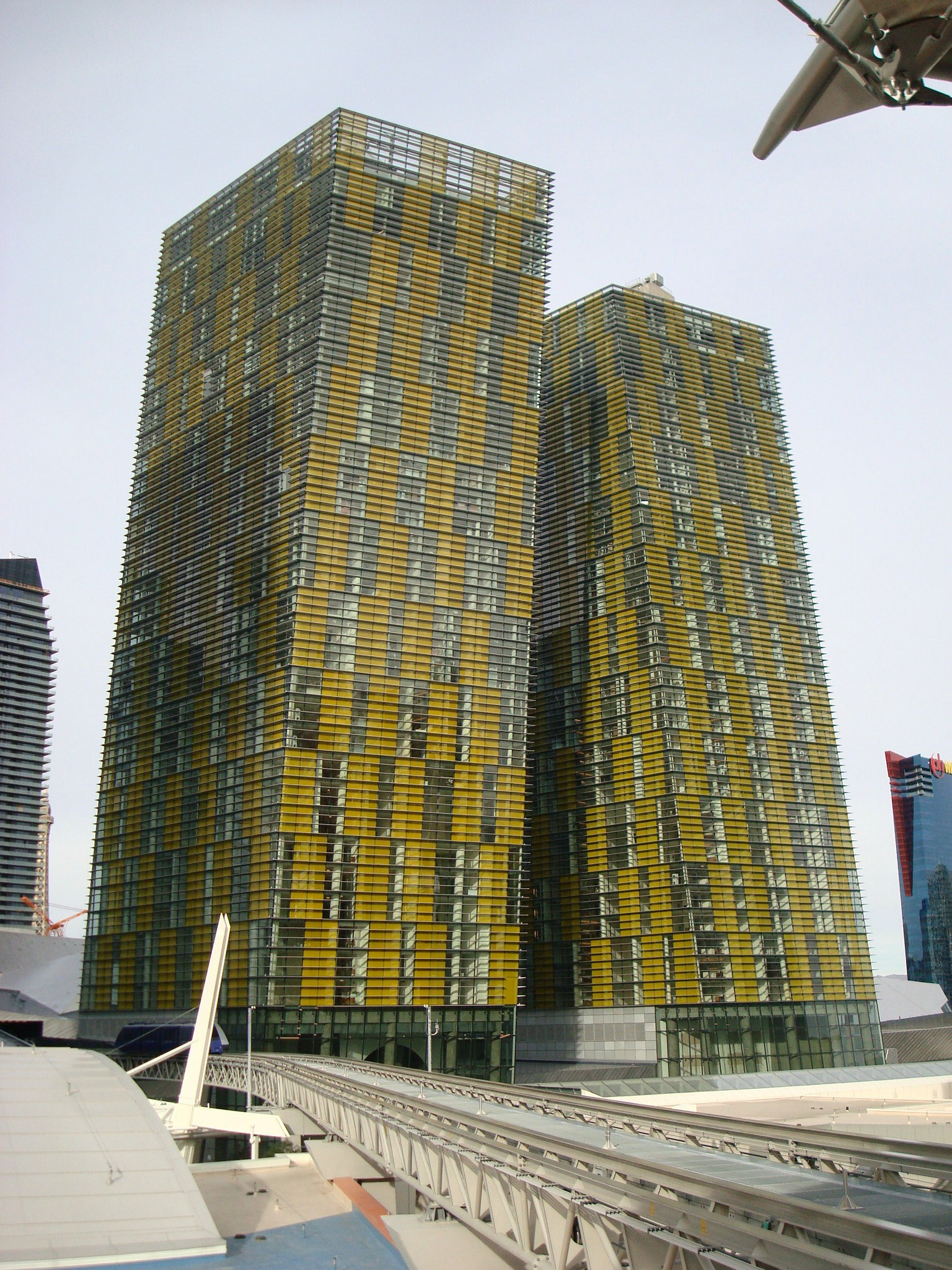
Veer Towers
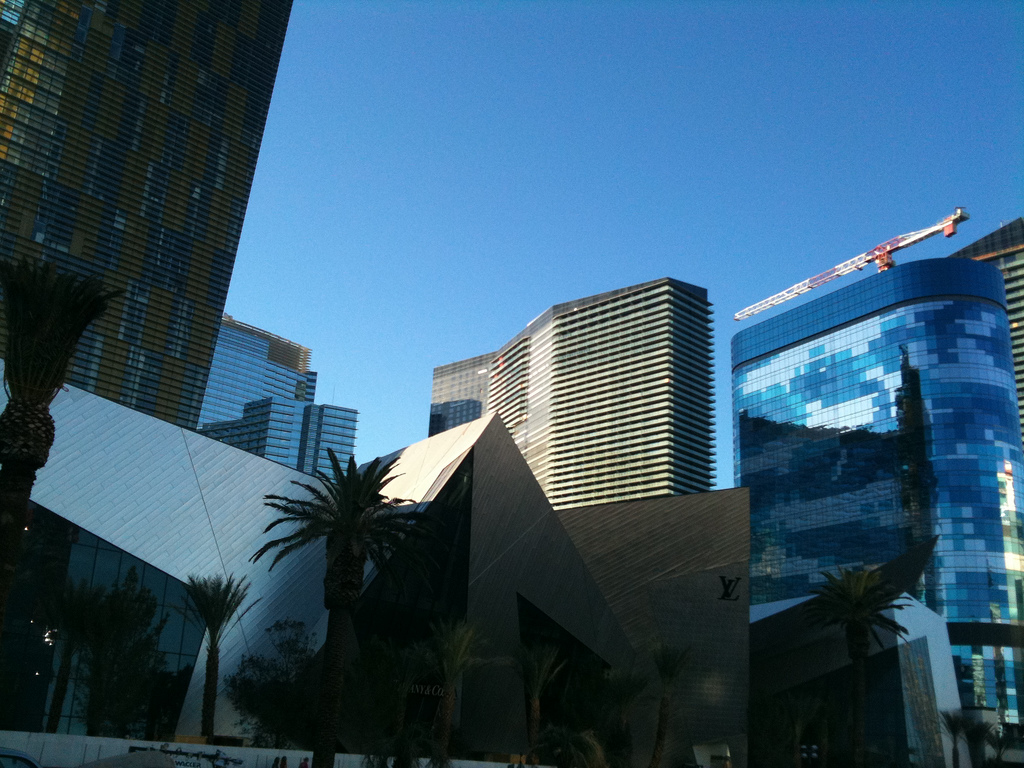
The Crystals

## Source partielle
- (en) Cet article est partiellement ou en totalité issu de l’article de Wikipédia en anglais intitulé « Project CityCenter » (voir la liste des auteurs).